# Clearwater (Texas)
Clearwater è un'area non incorporata degli Stati Uniti d'America, situata nella contea di Bastrop dello Stato del Texas.

## Geografia
La comunità è situata a 32°59′59″N 95°12′05″W.

## Nella cultura di massa
Nel film americano del 2003 Christmas Child (basato sul breve racconto del 1998 scritto da Max Lucado, riconfezionato nel 2003 come The Christmas Child: A Story of Coming Home), un giornalista di Chicago si dirige a Clearwater durante il periodo natalizio per conoscere la storia della comunità.